# 台灣日報事件
《台灣日報事件》為1987年9月12日發生於台灣台北市的抗議事件。
在六一二事件中，當時由國防部總政治作戰部負責營運的《台灣日報》報導「六月十二日當天參與遊行的民眾，是由民主進步黨發錢發動的」，由於報導失實，引發民主進步黨支持者的不滿與抗議。1987年9月12日，由蕭貫譽發動的群眾包圍《台灣日報》台北辦事處進行抗議，結果引發衝突，《台灣日報》台北辦事處被砸毀，數名老人被捕。
《南方》雜誌曾經發表一篇評論〈台灣日報，該砸〉，指出《台灣日報》事件為「老人與軍報的戰爭」、「再次突顯了國民黨篤信『三合一暴力』的本質：在街頭追打人民，在媒體上醜化人民，在法庭羞辱人民。」